# Aaaba
Aaaba — рід жуків-златок.

## Поширення
Поширений в Австралії.

## Систематика
Відомо 2 види. Рід відноситься до триби Coraebini Bedel, 1921 (Agrilinae).
- Рід Aaaba Bellamy, 2002[3].
  - Aaaba ochraceopicta (Kerremans, 1903)
  - Aaaba nodosus (Kerremans, 1898) типовий (=Alcinous nodosus)